# 張慶軍
張慶軍（ジャン・チンジュン、英：Zhang Qing Jun、1986年5月18日 - ）は、中華人民共和国の散打選手、キックボクサー。

## 来歴
江蘇省武術散打ヘビー級で頂点を極める。
2004年7月17日、K-1デビューとなったK-1 WORLD GP 2004 in SEOULのASIA GP 1回戦で曙太郎と対戦し、延長戦の末判定勝ち。だが、右下腿骨骨折の疑いで準決勝を棄権した。
2005年3月19日、K-1 WORLD GP 2005 in SEOULのASIA GP 1回戦でガオグライ・ゲーンノラシンと対戦し、判定負け。
2005年9月9日、香港で開催されたWBCのムエタイ興業で、マレック・"ザ・ジェット"・ボグスウィッツを破り、WBCの認定する最初のムエタイ王者（WBCムエタイインターナショナルヘビー級王者）となった。この興行ではタイガー・チャンと紹介された。

## 戦績
| 勝敗 | 対戦相手                                 | 試合結果          | 大会名                                                          | 開催年月日    |
| ○    | マレック・"ザ・ジェット"・ボグスウィッツ | 不明              | WBCムエタイ 【WBCムエタイインターナショナルヘビー級王者決定戦】 | 2005年9月9日  |
| ×    | ガオグライ・ゲーンノラシン               | 3R終了 判定0-3    | K-1 WORLD GP 2005 in SEOUL 【ASIA GP 1回戦】                    | 2005年3月19日 |
| ○    | 曙                                       | 延長R終了 判定3-0 | K-1 WORLD GP 2004 in SEOUL 【ASIA GP 1回戦】                    | 2004年7月17日 |